# Восток (Тверська область)
Восток (рос. Восток) — селище в Калінінському районі Тверської області Російської Федерації.
Населення становить 314 осіб. Входить до складу муніципального утворення Славновське сільське поселення.

## Історія
Від 2005 року входить до складу муніципального утворення Славновське сільське поселення.

## Населення
| 2010 |
| ---- |
| 314  |